# Nazxul
Nazxul er et australsk black metal-band, dannet i 1993. Flere af bandets medlemmer og tidligere medlemmer har spillet i mange andre, store australske metalbands.

## Medlemmer
- Adrian Henderson – bas, guitar, keyboard
- Lachlan Mitchell – guitar, keyboard
- Luke Mills – vokal (tidligere også guitar)
- Petar Peric – guitar
- Mitchell Keepin – guitar
- John – trommer

### Tidligere medlemmer

#### Vokalister
- Dalibor Backovicbas
- Morte
- Daniel Lomas

#### Guitarister
- Kriss Hades
- Greg Morelli

#### Trommeslagere
- Steve Hughes
- Tim Yatras

## Diskografi

### Studiealbum
- 1995: Totem
- 2009: Iconoclast

### Ep'er
- 1998: Black Seed

### Livealbum
- 2002: Live

### Splitalbum
- 2003: 4 Spears in God's Ribs (med Krieg, Necroplasma og Goat Semen)
- 2004: Develish Purification (med Melek-Tha)

### Opsamlingsalbum
- 2005: Black Seed

### Demoer
- 1994: Unavngivet demo